# ناحية طلا تبه الريفية
منطقة طلا تبه الريفية (بالفارسية: دهستان طلاتپه) هي أحد المناطق الريفية التابعة لناحية نازلو، مقاطعة أرومية، محافظة أذربيجان الغربية، إيران، وعاصمتها وأكبر قراها هي طلا تبه. تضم 19 قرية، ويبلغ عدد سكانها 2278 نسمة حسب إحصاء 2016.